# Клыч (село)
Клыч (каз. Қылыш) — село в Жанааркинском районе Карагандинской области Казахстана. Входит в состав Актауского сельского округа. Код КАТО — 354437400.

## Население
В 1999 году население села составляло 67 человек (34 мужчины и 33 женщины). По данным переписи 2009 года, в селе проживало 56 человек (32 мужчины и 24 женщины).